# Never Say Never (album de Brandy)
Pour les articles homonymes, voir Never Say Never.
Albums de Brandy
Brandy
(1994) Full Moon
(2002)
Singles
1. The Boy Is Mine
Sortie : 19 mai 1998
2. Top of the World
Sortie : 3 juillet 1998
3. Have You Ever?
Sortie : 29 septembre 1998
4. Angel in Disguise
Sortie : 21 janvier 1999
5. Almost Doesn't Count
Sortie : 13 avril 1999
6. U Don't Know Me (Like U Used To)/" Do It for You
Sortie : 28 septembre 1999
7. Never Say Never
Sortie : 23 mai 2000

Never Say Never est le deuxième album studio de Brandy, sorti en 1998.
L'album s'est classé 2e au Billboard 200 et au Top R&B/Hip-Hop Albums.
Brandy a reçu quatre nominations aux 41e Grammy Awards pour cet opus : meilleur album R&B, enregistrement de l'année, meilleure chanson R&B et meilleure prestation vocale R&B par un duo ou un groupe pour le titre The Boy Is Mine, en duo avec Monica, qu'elle a remporté.

## Liste des titres
| No  | Titre                                | Auteur                                                                                  | Contient un (des) sample(s) de | Durée |
| --- | ------------------------------------ | --------------------------------------------------------------------------------------- | ------------------------------ | ----- |
| 1.  | Intro                                |                                                                                         |                                | 0:49  |
| 2.  | Angel in Disguise                    | LaShawn Daniels, Traci Hale, Fred Jerkins III, Rodney Jerkins, Nycolia « Tye-V » Turman |                                | 4:48  |
| 3.  | The Boy Is Mine (en duo avec Monica) | Daniels, F. Jerkins, R. Jerkins, Norwood, Japhe Tejeda                                  |                                | 4:55  |
| 4.  | Learn the Hard Way                   | Daniels, F. Jerkins, R. Jerkins, Sybil Jerkins Cherry, Norwood, Rick Williams           |                                | 4:51  |
| 5.  | Almost Doesn't Count                 | Guy Roche, Shelly Peiken                                                                |                                | 3:37  |
| 6.  | Top of the World (featuring Ma$e)    | Mason Betha, Daniels, F. Jerkins, R. Jerkins, Isaac Phillips, Turman                    |                                | 4:41  |
| 7.  | U Don't Know Me (Like U Used To)     | Sean Bryant, Paris Davis, R. Jerkins, Phillips                                          |                                | 4:28  |
| 8.  | Never Say Never                      | Daniels, F. Jerkins, R. Jerkins, Norwood, Tejeda, Williams                              |                                | 5:10  |
| 9.  | Truthfully                           | Harvey Mason, Jr., Marc Nelson                                                          |                                | 4:58  |
| 10. | Have You Ever?                       | Diane Warren                                                                            |                                | 4:32  |
| 11. | Put That on Everything               | Daniels, F. Jerkins, R. Jerkins, Norwood, Tejeda                                        |                                | 4:51  |
| 12. | In the Car (Interlude)               |                                                                                         |                                | 1:10  |
| 13. | Happy                                | Daniels, F. Jerkins, R. Jerkins, Norwood, Tejeda                                        | It's Like That de Run–D.M.C.   | 4:06  |
| 14. | One Voice                            | Phil Gladston, Gordon Chambers                                                          |                                | 4:08  |
| 15. | Tomorrow                             | Daniels, F. Jerkins, R. Jerkins, Norwood, Tejeda                                        |                                | 5:21  |
| 16. | (Everything I Do) I Do It for You    | Bryan Adams, Michael Kamen, Robert John « Mutt » Lange                                  |                                | 4:10  |

| 1. | Have You Ever (Soul Skank Remix)                | Warren | 3:59 |
| 2. | Top of the World (Boogie Soul Remix Radio Edit) |        | 3:53 |

## Certifications
| Pays             | Association  | Certification | Ventes     |
| ---------------- | ------------ | ------------- | ---------- |
| Afrique du Sud   | BVMI         | Platine       | 50 000+    |
| Allemagne        | BVMI         | Or            | 250 000+   |
| Australie        | ARIA         | Platine       | 70 000+    |
| Canada           | Music Canada | 4 × Platine   | 400 000+   |
| Danemark         | IFPI Denmark | Or            | 25 000+    |
| États-Unis       | RIAA         | 5 × Platine   | 5 000 000+ |
| France           | SNEP         | Or            | 100 000+   |
| Indonésie        | ASRI         | Or            | 5 000+     |
| Irlande          | IRMA         | Or            | 7 500+     |
| Japon            | RIAJ         | 2 × Platine   | 400 000+   |
| Malaisie         | RIM          | Or            | 25 000+    |
| Nouvelle-Zélande | RMNZ         | Or            | 7 500+     |
| Philippines      | PARI         | Or            | 20 000+    |
| Royaume-Uni      | BPI          | Platine       | 300 000+   |